# هسته
هُسْتَه أو فُنْكَه أو زنبق النهار أو زنبق لسان الحَمَل (الاسم العلمي: Hosta)، جنس من النباتات. تُزرع الهسته على نطاق واسع أوراقها ظليلة. يوضع الجنس حاليًا في عائلة الهليونية، وأسرة أغافاوات، وموطنها الأصلي شمال شرق آسيا (الصين واليابان وكوريا والشرق الأقصى الروسي). مثل العديد من "زنابق أحادية الفلقة"، صُنف الجنس مرة واحدة في الزنبقية. سُمي الجنس من قبل عالم النبات النمساوي ليوبولد تراتينيك في عام 1812، تكريمًا لعالم النبات النمساوي نيكولاس توماس هوست. في عام 1817، استخدم عالم النبات الألماني كيرت سبرينجل الاسم العام فنكه تكريما لهينريش كريستيان فونك، جامع السراخس الجبلية ؛ تم استخدام هذا الاسم لاحقًا كاسم شائع ويمكن العثور عليه في بعض الأدبيات القديمة.